# Всемирная ассоциация свободных латышей
Всемирная ассоциация свободных латышей (PBLA) является высшим представительством иностранных латвийских центральных организаций. PBLA была основана в 1950-х годах XX века как основная организация латышей в изгнании. Её главной целью было содействие освобождению латышского народа и восстановлению независимости Латвийского государства и сохранению культуры, а также обеспечить взаимное сотрудничество латвийских ассоциаций из разных стран. В настоящее время основной целью PBLA является объединение всех латышей в работе по  защите свободы Латвии и независимости государства, поддержание организованной латышской общины за рубежом и содействие единству латышского народа в мире.

## История
PBLA была основана в Лондоне 23 октября 1955 года, когда три латвийские организации в изгнании - Европейский центр комитета освобождения Латвии (LAKEC), Ассоциация латышей Америки (ALA) и Объединение латышей в Австралии, договорились о принципах Всемирной ассоциации свободных латышей (позже PBLA). 25 февраля 1956 года PBLA начала свою деятельность на основе проекта Устава с согласия большинства центральных организаций. Петерис Лейиньш, председатель правления ALA, был избран председателем PBLA. Позднее к PBLA присоединились Национальное объединение латышей в Канаде (LNAK) и Ассоциация латышей в Бразилии. 
В 1970-х годах PBLA стремилась поддержать идею независимости Латвии, отстаивая интересы латышского народа в дискуссиях о европейской безопасности и сотрудничеству в Хельсинки, Белграде, Мадриде и в других местах, а также в Европейском парламенте и Совете Европы. 
Во время восстановления независимости PBLA усилило сотрудничество с теми группами в Латвии, которые выступали за восстановление национальной независимости. В сентябре 1989 года в Берлине была достигнута договоренность о сотрудничестве с Народным фронтом Латвии и LNNK. PBLA также участвовала в разработке Декларации независимости Латвии. Информационное бюро PBLA помогло создать Министерство иностранных дел, а также организовать прием различных иностранных дипломатов в Латвии. 

## Финансирование
Первоначально деятельность ассоциации финансировалась из взносов членов латышских обществ и процентов, уплачивавшихся за хранение латвийского золота в ФРС США. 
После восстановления независимости Латвии мероприятия диаспоры финансирует Министерство культуры. В 2019 году на эти цели было израсходовано 1 млн 43 тысячи 882 евро, в том числе на Праздник песни и танца в Торонто, Дни культуры европейских латышей в Дублине, Конференцию по культуре латышей мира и выставку искусства латышей в изгнании в Цесисе.Также регулярно финансируются летние лагеря для молодежи, переправка в Латвию и оцифровывание культурно-исторического наследия диаспоры.  
Финансирование деятельности латышской диаспоры за рубежом предусматривает принятый при участии латышей в изгнании Закон о диаспоре, вступивший в силу 1 января 2019 года. 

## Руководство PBLA
Руководство PBLA изначально состояло из 9 делегатов, позже - 14. Пять делегатов представляли Ассоциацию латышей Америки (ALA), 2 Национальное объединение латышей в Канаде (LNAK), 3 из Объединения латышей в Австралии и Новой Зеландии (LAAJ), 3 из Европейского центра комитета освобождения Латвии (LAKEC), 1 из Ассоциации латышей Южной Америки (DALA). Полномочия делегатов были подтверждены главой посольства Латвии в Вашингтоне. С 1998 года Совет PBLA состоит из 16 делегатов, на одного делегата расширилось представительство канадских латышей (LNAK), и из новых одним делегатом представлен Конгресс Российских латышей (KLK). Члены Совета избирают председателя PBLA из своего состава. 
Список президентов PBLA: 
- Петерис Лейиньш (1956—1970) из Вашингтона
- Улдис Грава (1970—1975) из Нью-Йорка
- Илгварс Спилнерс (1975—1982) из Питтсбурга
- Ольгертс Павловскис (1982—1988) из Вашингтона
- Линардс Люксс (1988—1989) из Торонто
- Гунарс Мейеровицс (1989—1993) из Вашингтона
- Вайра Паэгле (1993—1998) из Хартфорда
- Андрейс Озолиньш (1998—2001) из Лестера
- Янис Кукайнис (2002—2007) из Детройта
- Мартиньш Саусиньш (2008—2011) из Оттавы
- Янис Кукайнис (2012) из Детройта
- Кристине Саулите[2]